# Adak
För staden i Alaska, se Adak Island.
Adak  (umesamiska Áddake) är en småort i Malå kommun i Västerbottens län med knappt 200 invånare. Adak omges av Stor-Adakträsket och Lilla Adakträsket. Genom Adak flyter även Adakbäcken och Skäppträskån. 
Adakgruvan var ett samhälle cirka tre kilometer norr om Adak, där en av Bolidens koppargruvor fanns fram till 1978. 
Idrottsföreningen Adak SK bildades 1948 och hemmaplanen heter Granängen. Inget fotbollslag sedan 2009.

## Befolkningsutveckling
| Befolkningsutvecklingen i Adak 1950–2015      | Befolkningsutvecklingen i Adak 1950–2015 | Befolkningsutvecklingen i Adak 1950–2015 | Befolkningsutvecklingen i Adak 1950–2015 | Befolkningsutvecklingen i Adak 1950–2015 |
| --------------------------------------------- | ---------------------------------------- | ---------------------------------------- | ---------------------------------------- | ---------------------------------------- |
|                                               |                                          |                                          |                                          |                                          |
| År                                            |                                          |                                          | Folkmängd                                | Areal (ha)                               |
| 1950                                          | 1950                                     |                                          | 558                                      |                                          |
| 1960                                          | 1960                                     |                                          | 407                                      |                                          |
| 1965                                          | 1965                                     |                                          | 356                                      |                                          |
| 1970                                          | 1970                                     |                                          | 342                                      |                                          |
| 1975                                          | 1975                                     |                                          | 302                                      |                                          |
| 1980                                          | 1980                                     |                                          | 253                                      | 86                                       |
| 1990                                          | 1990                                     |                                          | 226                                      | 88                                       |
| 1995                                          | 1995                                     |                                          | 217                                      | 88                                       |
| 2000                                          | 2000                                     |                                          | 192                                      | 87#                                      |
| 2005                                          | 2005                                     |                                          | 198                                      | 87#                                      |
| 2010                                          | 2010                                     |                                          | 183                                      | 85#                                      |
| 2015                                          | 2015                                     |                                          | 123                                      | 88#                                      |
| Anm.: Upphörde som tätort 2000. # Som småort. |                                          |                                          |                                          |                                          |

## Evenemang
Varje sommar arrangeras Adaks filmfestival i Adak. Filmfestivalen startades 1993 och i samband med arrangemanget anordnas också café, pub och dans. Programmet finns på Sagabiografens webbplats.
Mellan 1999 och 2015 anordnades löpartävlingen Lappland Ultra, ett ultralopp på 100 km..